# Success (Arkansas)
Success é uma cidade  localizada no estado americano de Arkansas, no Condado de Clay.

## Demografia
Segundo o censo americano de 2000, a sua população era de 180 habitantes.
Em 2006, foi estimada uma população de 165, um decréscimo de 15 (-8.3%).

## Geografia
De acordo com o United States Census Bureau, a localidade tem uma área de 0,6 km², sem área coberta por água.

## Localidades na vizinhança
O diagrama seguinte representa as localidades num raio de 24 km ao redor de Success.